# Richard Hell
Richard Meyers (Lexington, Kentucky, Estados Unidos; 2 de octubre de 1949), más conocido como Richard Hell, es un cantante, compositor, bajista y escritor reconocido mundialmente por haber sido el líder de la influyente banda de la primera ola del punk The Voidoids, el bajista del grupo proto-punk Television, y bajista y vocalista de The Heartbreakers, de estos dos últimos durante un breve período.
Hell suele ser considerado como el primer músico en utilizar la imagen punk del cabello en punta, la ropa destrozada y los alfileres de gancho para sostenerla. De hecho, Malcolm McLaren, el mánager de Sex Pistols, ha admitido que el look y la actitud de Richard Hell fue lo que le inspiró a su tienda de ropa SEX y en la imagen conflictiva de los Pistols. "Malcom McLaren, que había sido el representante de los New York Dolls y luego lo sería para los Sex Pistols, vio a Richard Hell durante su estancia en Nueva York y quedó fuertemente impactado por su imagen. Inmediatamente, le ofreció llevarlo al Reino Unido para que desarrollara su carrera allí pero Hell se negó."
Desde los años 1980, Hell se ha dedicado principalmente a escribir, publicando dos novelas y participando como crítico cinematográfico en la revista BlackBook entre 2004 y 2006.

## Discografía

### Con The Voidoids
- Blank Generation  (1977)
- Destiny Street (1983)

### Solista
- Funhunt (1989)
- Time (2002)
- Spurts, The Richard Hell Story (2005)

### Con Dim Stars
- Dim Stars (1992)
- Dim Stars EP (1992)

## Apariciones
Aparece en la película The Blank Generation, como uno de los protagonistas, al igual que en el libro Por favor, mátame.
- Datos: Q446627
- Multimedia: Richard Hell / Q446627